# Alyth
Alyth, schottisch-gälisch: Allaid, Ailt, ist eine Ortschaft in der schottischen Council Area Perth and Kinross. Sie liegt im Osten der traditionellen Grafschaft Perthshire rund acht Kilometer nordöstlich von Blairgowrie and Rattray und 28 Kilometer nordwestlich des Zentrums von Dundee am Alyth Burn, der ein kurzes Stück östlich in den Isla mündet. Der Parish Alyth, dessen Hauptort Alyth ist, lag historisch zu Teilen in der angrenzenden Grafschaft Forfarshire.
Der Ortsname leitet sich möglicherweise von dem gälischen Wortteil Ail für „Fels“ ab.

## Geschichte
Insbesondere östlich von Alyth finden sich verschiedene Spuren prähistorischer Besiedlung. Hierzu zählen zwei Hillforts auf dem Barry Hill, die vermutlich eisenzeitlich sind. Das größere von ihnen wird mit der Artuslegende in Verbindung gebracht. Ein kurzes Stück außerhalb der Ortschaft befinden sich ein denkmalgeschützter Stehender Stein und das Souterrain von Shanzie Farm.
Als nördlichste Befestigungslinie der römischen Besatzung Schottlands wurde im 1. Jahrhundert die Gask-Ridge-Linie errichtet. Zu ihren östlichsten Ausläufern zählt das Kastell Cardean, das südöstlich von Alyth an der Mündung des Dean Water in den Isla gelegen war. Auf dem als Bodendenkmal geschützten Areal befindet sich außerdem ein Hügelgrab.
Zwischen dem 12. und dem 16. Jahrhundert zählten die Wälder zwischen Alyth und Bridge of Cally zum Kronbesitz und wurden vermutlich als königliche Jagdgründe genutzt. Verschiedene Ortsbezeichnung spiegeln heute noch diese Nutzung wider.
Der Clan Ramsay, in Person von Nessus de Ramsay, der Leibarzt des schottischen Königs Alexander II. war, erhielt 1232 das Lehen Bamff nordwestlich der Ortschaft. Sie ließen dort die Festung Bamff House errichten. Zwischen 1303 und 1620 besaßen auch die Lindsays of Crawford Land um Alyth. Balhary House entstand hingegen erst im Laufe des 19. Jahrhunderts.
Die St Moloc’s Church in Alyth ist erstmals 1352 belegt. Sie ist jedoch vermutlich ein- bis zweihundert Jahre älter. Die neogotische Alyth High Parish Church wurde 1839 fertiggestellt. Dort ist die piktische Kreuzplatte von Alyth ausgestellt, die nahe der St Moloc’s Church gefunden wurde.
1488 wurde Alyth als Burgh mit Marktrecht installiert. Die Ortschaft entwickelte sich mit Viehwirtschaft sowie der Woll-, Leinen- und Juteproduktion. Die südlich gelegene Plansiedlung New Alyth wurde 1833 eingerichtet.
Zwischen 1841 und 1881 stieg die Einwohnerzahl Alyths von 1846 auf 2377 an. Nach Verlusten zwischen 1951 und 1971 (2071 beziehungsweise 1701 Einwohner) stieg die Anzahl der in Alyth lebenden Personen in den folgenden Jahrzehnten auf 2403 im Jahre 2011.

## Verkehr
Die A926 (Forfar–Blairgowrie and Rattray) verläuft direkt südlich der Ortschaft. In Blairgowrie ist die von Perth nach Aberdeen führende A93 innerhalb kurzer Distanz erreichbar. Die A94 (Perth–Forfar) verläuft fünf Kilometer südlich.
In Alyth überspannen die 1674 neu aufgebaute Old Bridge und die 1829 errichtete Bridge over Alyth Burn den Alyth Burn. Die Bridge of Ruim östlich der Ortschaft stammt aus dem Jahre 1713.
1861 wurde die Alyth Railway eingerichtet, eine Stichbahn der Caledonian Railway, die von Meigle nach Alyth führte. Der Bahnhof Alyth wurde 1951 und die Strecke schließlich 1965 aufgelassen.